# دیوید جی. او ریلی
دیوید جی. او ریلی (انگلیسی: David J. O'Reilly؛ زاده ۹ مارس ۱۹۴۷) یکی از مدیران اسبق شرکت نفتی شورون است.